# Ramón Echarren Istúriz

Wappen von Ramón Echarren Ystúriz

Ramón Echarren Istúriz (* 13. November 1929 in Vitoria-Gasteiz; † 25. August 2014 in Las Palmas de Gran Canaria) war Bischof der Kanarischen Inseln.

## Leben
Ramón Echarren Istúriz studierte Theologie an der Päpstlichen Universität Gregoriana in Rom (1958) und Sozialwissenschaften an der Katholischen Universität Löwe. Am 19. März 1958 empfing er die Priesterweihe. Lebenslang engagierte er sich für die Caritas und Sozialpastoral.
Papst Paul VI. ernannte ihn am 17. November 1969 zum Weihbischof in Madrid und Titularbischof von Diano. Der Erzbischof von Madrid Casimiro Morcillo González spendete ihm am 21. Dezember desselben Jahres die Bischofsweihe; Mitkonsekratoren waren Fernando Kardinal Quiroga y Palacios, Erzbischof von Santiago de Compostela und Arturo Kardinal Tabera Araoz CMF, Erzbischof von Pamplona-Tudela.
Papst Johannes Paul II. ernannte ihn am 27. November 1978 zum Bischof der Kanarischen Inseln.
In der Spanischen Bischofskonferenz war er Sekretär der Kommission für den Klerus (1968–1970) sowie Mitglied der Kommission für den Klerus (1972–1975) und der Kommission für Social Media (1972–1975). Er war Mitglied der Kommissionen für die Pastoral (1972–1984), für das Laienapostolat (1975–1978) und für die Sozialpastoral (1984–2005). Er vertrat die spanische Bischofskonferenz von 1975 bis 1978 in der EU-Kommission.
Am 26. November 2005 nahm Papst Benedikt XVI. seinen altersbedingten Rücktritt an.